# CumEx-Files
CumEx-Files è un'inchiesta condotta da testate giornalistiche di tutto il mondo, coordinata dalla redazione tedesca Correctiv e pubblicata nel 2018. La frode CumEx sui dividendi azionari condotta per vent'anni ha coinvolto una decina di paesi dell'Unione Europea, la Svizzera e gli Stati Uniti e si calcola che sia costata complessivamente 150 miliardi di euro. La frode, che ha coinvolto banche, agenti di borsa e studi legali internazionali, consiste nel cosiddetto dividend washing ovvero in operazioni che consentono di ridurre o eludere la tassazione dei dividendi azionari.

## Origine dell'inchiesta
Nel 2012 in Germania viene scoperta una grossa frode fiscale dal tesoro tedesco avendo ricevuto numerose richieste indebite di rimborso delle imposte. Il ministero federale delle finanze stima perdite fiscali intorno ai 5,3 miliardi di euro. Nel 2018 viene pubblicata l'inchiesta giornalistica coordinata da Correctiv e che ha coinvolto tra gli altri il quotidiano francese Le Monde, il settimanale tedesco Die Zeit, il giornale La Repubblica e l'agenzia di stampa internazionale Reuters. Gli organismi finanziari implicati a vario livello in questo scandalo sono, fra le altre, le banche europee Santander, Deutsche Bank, HypoVereinsbank, BNP Paribas, Société générale, Natixis, Crédit agricole e le società di revisione contabile come KPMG, Ernst & Young, Investec e Freshfields Bruckhaus Deringer.

## Cum-Cum e Cum-Ex
Le operazioni di dividend washing (o dividend arbitrage o dividend trading) rientrano nelle pratiche di ottimizzazione fiscale elaborate dai grandi studi legali di diritto tributario internazionale, società di revisione contabile e banche per consentire di eludere e in alcuni casi di farsi illecitamente rimborsare dai governi nazionali le tasse sui dividendi azionari. In particolare gli schemi utilizzati sono due: il più semplice sono le operazioni Cum-Cum (dal latino cum, con) che consiste in una elusione, totale o parziale, delle tasse e poi le operazioni Cum-Ex (dal latino cum, con e ex, senza) che invece sono sempre state percepite come delle frodi vere e proprie.
Entrambi gli schemi operativi vengono condotti a ridosso del pagamento dei dividendi azionari nei paesi in cui la tassa sui dividendi è trattenuta all’origine. In questi sistemi fiscali assieme al dividendo netto il proprietario delle azioni riceve, se ne ha diritto, anche un certificato che dà diritto al rimborso della tassa stessa.
Le operazioni Cum-Cum sono eseguite da trader che, nell'ambito di una vendita allo scoperto aperta prima dello stacco dei dividendi e chiusa immediatamente dopo, ottengono due certificati di rimborso uno in capo al proprietario originario delle azioni e uno in capo allo short seller.
Le operazioni Cum-Ex sfruttano lo stesso meccanismo utilizzando le opzioni. Le opzioni sulle azioni possono essere multiple e perciò si ottengono certificati di rimborso multipli in capo a soggetti diversi.
Le prime operazioni Cum-Cum di cui si ha traccia risalgono agli anni Novanta ma è soltanto negli anni Duemila che si sono diffuse su larga scala queste operazioni. I paesi più colpiti sono Germania con perdite di oltre 36 miliardi, la Francia con almeno 17 miliardi di euro, 4,5 miliardi per l'Italia, 1,7 miliardi in Danimarca e 201 milioni in Belgio. Per un totale a livello globale di 150 miliardi costati alle casse degli stati nazionali.